# Stumpffia roseifemoralis
Stumpffia roseifemoralis es una especie de anfibio anuro de la familia Microhylidae. Esta rana es endémica del noreste de Madagascar. Se encuentra en el parque nacional de Marojejy en altitudes entre los 480 y 1350 metros. Habita entre la hojarasca del bosque. Se cree que sus renacuajos se desarrollan en nidos de espuma en el suelo como en otras especies de su género.
Esta especie ha sido eliminada de su sinonimia con Stumpffia psologlossa por Köhler, Vences, D'Cruze & Glaw en 2010, donde fue colocada por Blommers-Schlösser & Blanc en 1991. El nombre de su especie, compuesto del latín, roseus, "rosa" y de femoralis, "el muslo", le fue dado en referencia a la coloración rosada de los muslos anterior y posterior, un color que se prolonga en la superficie interna de la espinillas.

## Publicación original
- Guibé, 1974 : Batraciens nouveaux de Madagascar. Bulletin du Museum National d'Histoire Naturelle, sér. 3, Zoologie, vol. 171, p. 1169-1192[2]